# Sororipyrgus
Sororipyrgus is een geslacht van weekdieren uit de klasse van de Gastropoda (slakken).

## Soorten
- Sororipyrgus kutukutu Haase, 2008
- Sororipyrgus marshalli Haase, 2008
- Sororipyrgus raki Haase, 2008